# Larga Noche de las Ciencias

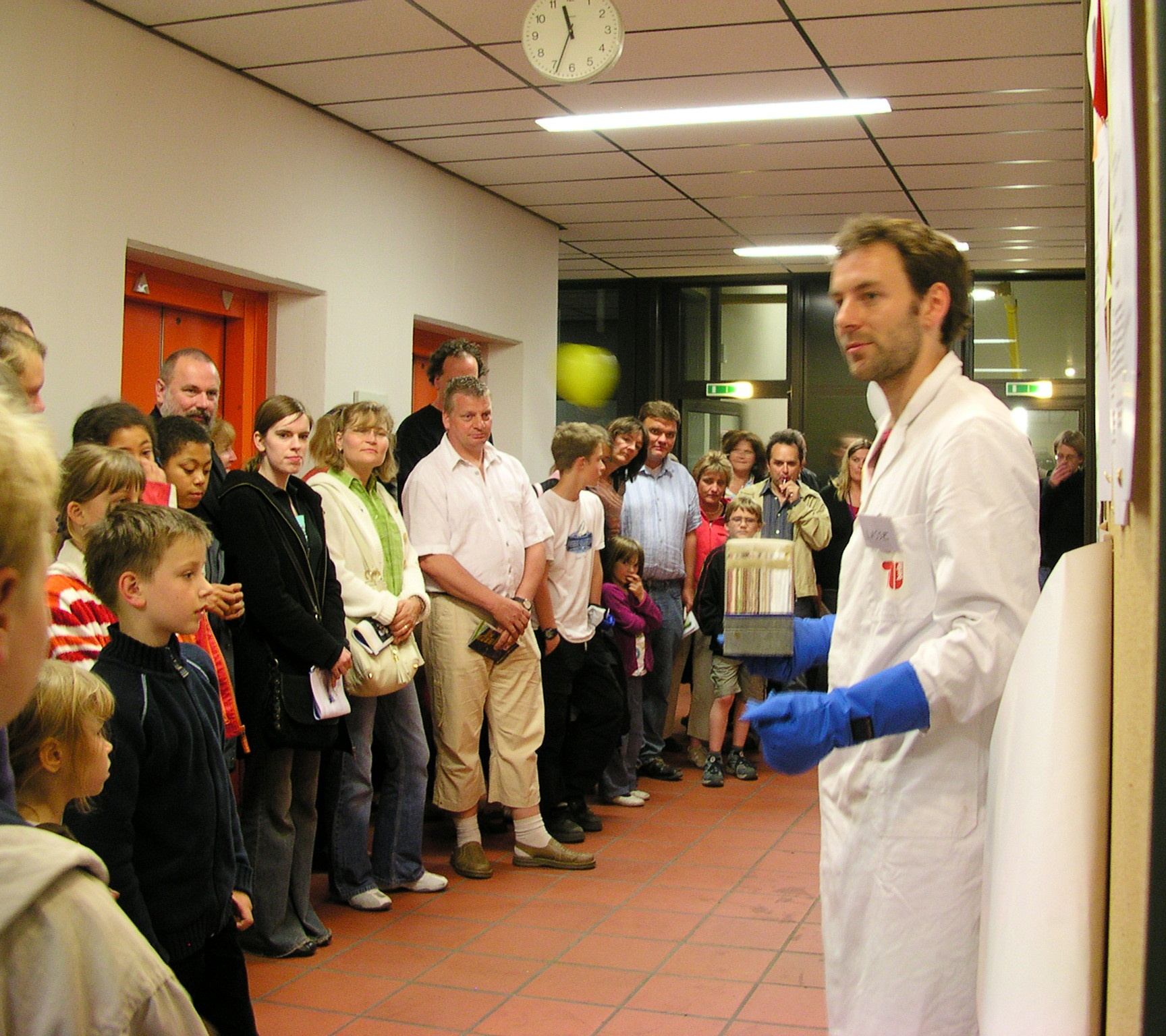
El evento en la Universidad Técnica de Berlín en 2006.

La Larga Noche de las Ciencias (en alemán: Lange Nacht der Wissenschaften) es una forma establecida de relaciones públicas. En este evento, los sitios más importantes de Alemania presentan sus instituciones científicas locales, mostrando una idea general de sus temas de investigación.

## Origen
El formato del evento está basada en la exitosa Larga Noche de los Museos en Berlín. La primera vez que este evento se realizó fue parte del Verano de la Ciencia 2000 (en alemán: Wissenschaftssommers 2000) en Bonn. Los años siguientes Berlín organizó este evento con una respuesta mayor: se contaron 61 972 visitantes.

## Distribución

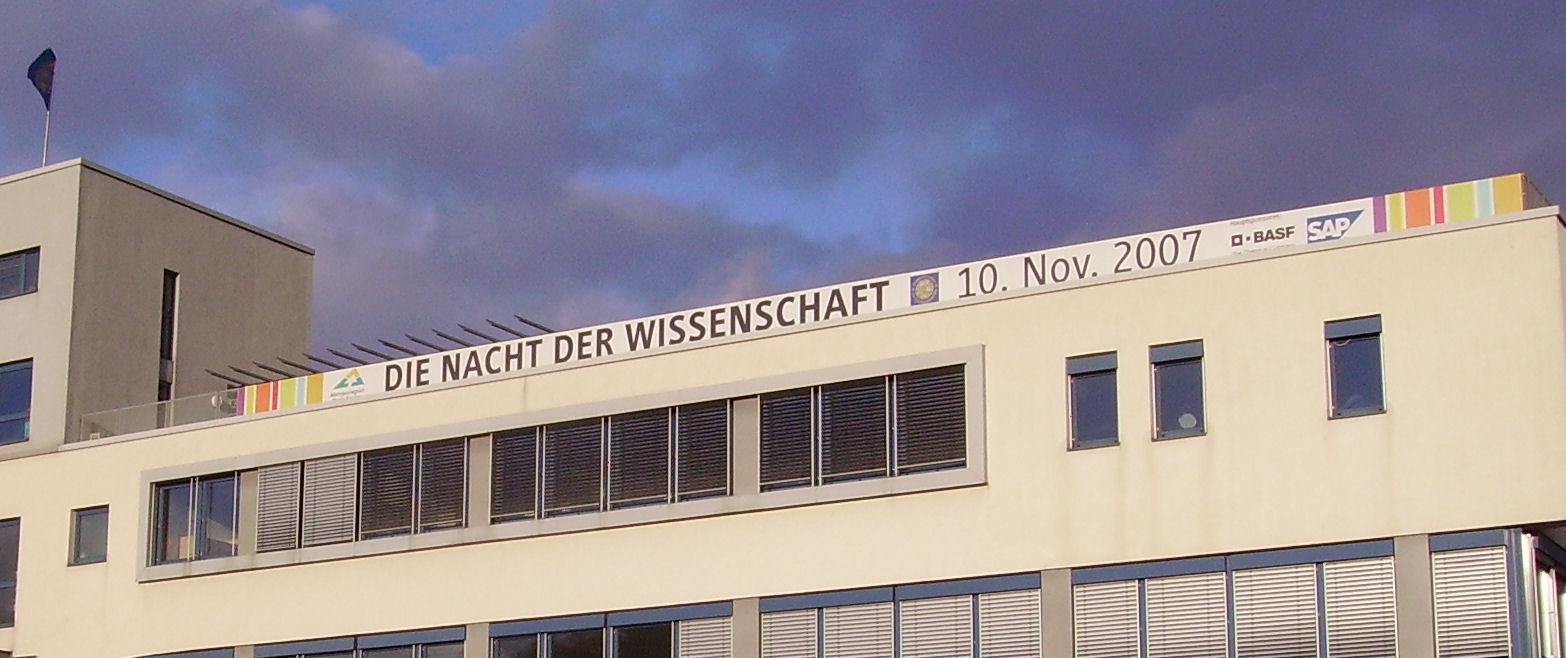
Publicidad para el evento en la Región Metropolitana de Rhine-Neckar.

Otros sitios científicos siguieron a Berlín con el mismo formato, como por ejemplo:
- Hamburgo (desde 2005)
- Halle (desde 2001)
- Dresde (desde 2002)
- Rostock
- Aquisgrán (desde 2003)
- Nuremberg/Fürth/Erlangen (desde 2003)
- Tübingen, Jena (desde 2005)
- Stuttgart (2006)
- Erfurt, Duisburg-Essen (desde 2007)
- Freiberg (desde 2007)
- Heidelberg, Mannheim, Ludwigshafen (desde 2007)
- Garching (desde 2007)
- Leipzig (desde 2008)
- Jena
- Magdeburg

## Berlín y Potsdam
La 9a. "Larga Noche de las Ciencias" en Berlín y Potsdam el 13 de junio de 2009 tuvo un programa con más de 2000 ítems. Tuvo 67 participantes en 160 edificios y estuvieron disponibles 15 líneas especiales de autobús. Se contaron cerca de 238 750 visitantes.